# Trojedzianka
Trojedzianka – część miasta Siewierz, w Polsce, położona w województwie śląskim, w powiecie będzińskim.
Trojedzianka leży w północno-wschodniej części miasta, przy ulicy o tej samej nazwie. W pobliżu przebiega droga krajowa nr 78 (pod lokalną nazwą ul. Zbigeniewa Oleśnickiego) w kierunku na Porębę. Jest to teren niezamieszkany.

## Historia
Trojedzianka to dawne osiedle związane z Siewierzem. Do połowy XIX wieku wchodziła w skład gminy Olkusko-Siewierskiej. W 1864 roku w wyniku podziału terytorialnego gminy Olkusko-Siewierskiej utworzono gminę Sulików, do której Trojedzianka należała do 1915 roku. W latach 1915–1927 należała do gminy Mierzęcice, a od 1 kwietnia 1928 do gminy Siewierz. W latach 1867–1926 wchodziła w skład powiatu będzińskiego, a od 1927 zawierciańskiego. W II RP przynależały do woj. kieleckiego. 4 listopada 1933 gminę Siewierz  podzielono na sześć gromad. Osada Siewierz wraz z osiedlem Trojedzianka, osiedlem Bacholin i młynem Św. Jan utworzyły razem gromadę o nazwie Siewierz w gminie Siewierz.
Podczas II wojny światowej włączona do III Rzeszy. Po wojnie gmina Siewierz przez bardzo krótki czas zachowała przynależność administracyjną, lecz już 18 sierpnia 1945 roku została wraz z całym powiatem zawierciańskim przyłączona do woj. śląskiego.
W związku z reformą znoszącą gminy jesienią 1954 roku, Trojedzianka (jako część dotychczasowej gromady Siewierz) weszła w skład nowej (większej) gromady Siewierz.
1 stycznia 1958 gromadę Siewierz zniesiono w związku z nadaniem jej statusu osiedla, przez co Trojedzianka stała się obszarem osiedlowym. 18 lipca 1962 Siewierz otrzymał status miasta, w związku z czym Trojedzianka stała się obszarem miejskim.